# Altered Beast: Guardian of the Realms
Altered Beast: Guardian of the Realms est un jeu vidéo de type beat them all développé par 3d6 Games et édité par Sega, sorti en 2002 sur Game Boy Advance.

## Accueil
- GameSpot : 6/10[1]